# دروکسیدوپا
دروکسیدوپا (به انگلیسی: Droxidopa) که با نام تجاری نورترا و همچنین به عنوان ال-ترئو دی هیدروکسی فنیل سرین شناخته می‌شود، یک پیش ساز آمینو اسیدی مصنوعی است که به عنوان یک پیش دارو برای انتقال دهنده عصبی نوراپی نفرین (نورآدرنالین) عمل می‌کند. برخلاف نوراپی نفرین، دروکسیدوپا قادر به عبور از سد خونی مغزی (BBB) است.

## مصارف پزشکی
- افت فشار خون ارتواستاتیک نوروژنیک (NOH) به دلیل کمبود دوپامین بتا هیدرولاز،[۲] NOH مرتبط با آتروفی سیستم چندگانه (MSA)،[۳] پلی‌نوروپاتی آمیلوئیدی خانوادگی (FAP) و نارسایی اتونومیک خالص (PAF).[۴]
- افت فشار خون حین دیالیز (IDH) یا افت فشار خون ناشی از همودیالیز.
- کندی راه رفتن در بیماری پارکینسون

## عوارض جانبی
دروکسیدوپا، با بیش از ۲۰ سال حضور در بازارهای دارویی، عوارض جانبی کمی دارد که بیشتر آنها خفیف هستند. شایع‌ترین عوارض جانبی گزارش شده در کارآزمایی‌های بالینی شامل سردرد، سرگیجه، حالت تهوع، فشار خون بالا و خستگی می‌شود.

## داروشناسی
دروکسیدوپا یک پیش داروی نوراپی نفرین است که برای افزایش غلظت این انتقال دهنده‌های عصبی در بدن و مغز استفاده می‌شود. این دارو، توسط اسید L-آمینه دکربوکسیلازِ آروماتیک (AAAD)، که به نام DOPA دکربوکسیلاز (DDC) نیز شناخته می‌شود، متابولیزه می‌گردد. بیماران مبتلا به NOH، سطح نوراپی نفرین پایینی دارند که منجر به کاهش فشار خون یا افت فشار خون در هنگام ایستادن می‌شود. دروکسیدوپا با افزایش سطح نوراپی نفرین در سیستم عصبی محیطی (PNS) عمل می‌کند، بنابراین بدن را قادر می‌سازد تا جریان خون را در حالت ایستاده و در حالت نشسته حفظ کند.
دروکسیدوپا همچنین می‌تواند از سد خونی مغزی (BBB) عبور و داخل مغز به نوراپی نفرین تبدیل شود.

## تاریخچه
دروکسیدوپا توسط سومیتومو فارما برای درمان افت فشار خون، از جمله NOH و NOH مرتبط با اختلالات مختلف مانند MSA, FAP، و PD، و همچنین IDH ساخته شد. این دارو از سال ۱۹۸۹ در ژاپن و برخی مناطق آسیایی اطراف، برای اندیکاسیون مورد استفاده قرار گرفت. پس از ادغام با داینیپون فارما در سال ۲۰۰۶، داینیپون سومیتومو فارما مجوز دروکسیدوپا را در اختیار چلسی تراپیوتیکس برای توسعه و عرضه آن در سراسر جهان به جز در ژاپن، کره، چین و تایوان در فوریه ۲۰۱۴ قرار داد و سازمان غذا و دارو، دروکسیدوپا را برای درمان افت فشار خون ارتواستاتیک عصبی تأیید کرد.

### آزمایش‌های بالینی
یک بررسی سیستماتیک و متاآنالیز انجام شده بر روی کارآزمایی‌های بالینی در مقایسه استفاده بالینی از دروکسیدوپا و میدودرین نشان داده‌است که میدودرین بیشتر از دروکسیدوپا در بیماران مبتلا به NOH باعث افزایش فشار خون می‌شود. همچنین مشخص شد که میدودرین در افزایش فشار خون کمی موثرتر بود اما تفاوت درمانی چندانی ندارد.
چلسی تراپیوتیکس وضعیت دارویی دروکسیدوپا در ایالات متحده، که برای درمان NOH مرتبط با PD، PAF و MSA استفاده می‌شد، را کم‌کاربرد (ODS) ارزیابی کرد. در سال ۲۰۱۴، چلسی تراپیوتیکس و حقوق توسعه و عرضه دروکسیدوپا، توسط شرکت داروسازی لوندبک خریداری شد.

## پژوهش
دروکسیدوپا در ترکیب با کاربیدوپا برای درمان اختلال کم‌توجهی - بیش‌فعالی (ADHD) مورد مطالعه قرار گرفته‌است.